# Франц Лудвиг фон Холнщайн
Франц Лудвиг фон Холнщайн (на немски: Franz Ludwig von Holnstein * 4 октомври 1723; † 22 май 1780) е баварски граф и генерал.

## Живот
Той е незаконен син на принц Карл Албрехт Баварски (1697 – 1745), по-късният курфюрст и император Карл VII, от връзката му с дворцовата дама Мария Каролина Шарлота фон Ингенхайм (1704 – 1749), дъщеря на Даниел фон Ингенхайм (1666 – 1732) и съпругата му Мария Анна Йохана фон Хесен-Ванфрид (1685 – 1764), дъщеря на ландграф Карл фон Хесен-Ванфрид и втората му съпруга Александрина Юлиана, дъщеря на граф Енрико фон Лайнинген-Дагсбург. Той има сестра Мария Йозефа Каролина графиня фон Хоенфелс (1720 – 1797), която се омъжва през 1736 г. за Емануел-Франсоа-Йозеф, граф Баварски (1695 – 1747), полубрат на баща им.
Майка му се омъжва през 1723 г., три дена преди раждането му, със съгласието на Карл Албрехт, за бъдещия фелдмаршал-лейтенант граф Хиронимус фон Шпрети (1695 – 1772). С него тя има 14 деца.
На 4 октомври 1728 г. Франц Лудвиг е легитимиран от баща му като граф фон Холнщайн от Бавария. На 13 януари 1735 г. баща му купува за него палат Холнщайн в Мюнхен. Баща му става император на Свещена Римска империя от 1742 до 1745 г.
Граф Франц Лудвиг фон Холнщайн е възпитаван в манастир Етал и след това започва военна кариера. През Войната за австрийското наследство той е от октомври 1742 г. генерал-адютант на фелдмаршал Фридрих Хайнрих фон Зекендорф, 1753 г. е генерал-вахтмайстер, командир на два баварски полка, които получават неговото име.
През 1757 г. Франц Лудвиг се жени за братовчедка си Анна Мария фон Льовенфелд (1735 -1783), незаконна дъщеря на Кьолнския курфюрст-архиепископ Клеменс Август Баварски (1700 – 1761) и Мехтхилд Брион, арфенистка от Бон. Нейният баща е четвъртият син на курфюрст Максимилиан II Емануел Баварски и Тереза Кунегунда Собиеска и брат на император Карл VII (1697 – 1745). От брака им се раждат 12 деца. Франц Лудвиг и децата му не са смятани за Вителсбахи, но той получава техния герб със знак за бастард.
През Седемгодишната война е от 1758 до 1760 г. главен командир на баварския имперски контингент като генерал-майор и след това генерал-лейтенант. През 1760 г. напуска военната служба.
На 5 май 1760 г. Франц Лудвиг става курфюрстки щатхалтер (шеф на правителството) на Горен Пфалц. Резиденцията му е в дворец Амберг. През 1768 г. е издигнат на имперски граф и фелдмаршал-лейтенант. През 1768 г. е издигнат на имперски граф и фелдмаршал-лейтенант. В Холнщайн той построява нов дворец.
След смъртта му през 1780 г. е погребан в Театинската църква Мюнхен.

## Деца
Франц Лудвиг и Анна Мария имат 12 деца:
- Мария Анна Елизабет графиня фон Холнщайн от Бавария (1759 – 1798), омъжена 1779 за Антон Алойс Бонавентура фрайхер Хорнек фон Хорнберг († 1836)
- Максимилиан Йозеф граф фон Холнщайн от Бавария (1760 – 1838), женен I. на 18 февруари 1784 за графиня Каролина фон Бретценхайм (1769 – 1786); II. в Шварценфелс на 1 ноември 1793 за принцеса Мария Йозефа фон Хоенлое-Шилингсфюрст (1774 – 1824)
- Фридрих Август граф фон Холнщайн от Бавария (1762 – 1826), женен за фрайин Йозефа фон Гугемос († 1835)
- Клеменс Август Франц де Паула Алойс Антон де Падуа Андреас Авелин Мартин граф фон Холнщайн от Бавария (1763 – 1814), женен 1785 за графиня Антония Мария фон Тьоринг-Жетенбах (1761 – 1814)
- Йозефа Мария Магдалена Валбурга Антония Амалия Аполония Агата графиня фон Холнщайн от Бавария (1765 – 1826), омъжена 1784 за Лудвиг фрайхер Егкхер фон Капфинг-Лихтенег
- Йозеф граф фон Холнщайн от Бавария (* 14 януари 1766)
- Лудвиг граф фон Холнщайн от Бавария (* 30 март 1767)
- Сигисмунд Йозеф Марквард Антон фон Падуа Франц фон Паула граф фон Холнщайн от Бавария (1768 – 1804), женен 1787 за графиня Йозефа Анна Фугер фон Цинебург (1764 – 1846)
- Йозеф Георг Антон граф фон Холнщайн от Бавария (1770 – 1809)
- Анна Франциска Ксаверия графиня фон Холнщайн от Бавария (1772 – 1809)
- Франц Ксавер Максимилиан Антон де Падуа Алойс Гуидо граф фон Холнщайн от Бавария (1773 – 1834), женен 1794 за фрайин Мария Егкхер (1770 – 1841)
- Мария Амалия Каролина Августа Франциска де Паула, графиня фон Холнщайн от Бавария (1775 – 1864), омъжена 1792 за Христиан Адам фрайхер Лохнер фон Хютенбах.